# Hypsioma constellata
Hypsioma constellata är en skalbaggsart som beskrevs av Thomson 1868. Hypsioma constellata ingår i släktet Hypsioma och familjen långhorningar. Inga underarter finns listade i Catalogue of Life.